# 15 Korpus Kawalerii (ZSRR)
15 Korpus Kawalerii (ros. 15-й кавалерийский корпус) – wyższy związek taktyczny kawalerii Armii Czerwonej z okresu II wojny światowej. 
15 Korpus Kawalerii (15 KKaw.) sformowany został 1 stycznia 1942. Nie uczestniczył w walkach na froncie radziecko-niemieckim ponieważ w czasie wojny stacjonował w Iranie. Podlegał dowództwu Frontu Zakaukaskiego, następnie wchodził w skład 4 Armii. Po wycofaniu z terytorium Iranu w 1946 został rozformowany.

## Dowództwo korpusu
Dowódcy:
- płk Aleksiej Sieliwanow (01.01.1942 - 18.03.1942),
- gen. mjr Kondrat Mielnik (19.03.1942 - 15.10.1942),
- płk Waldemar Damberg (16.10.1942 - 11.01.1943),
- gen. mjr Weniamin Gajdukow (12.01.1943 - 28.01.1944)
- płk Aleksiej Poliakow (26.01.1944 - 02.02.1944),
- gen. por. Michaił Gliński (02.02.1944 - 09.05.1945)[1].

## Struktura organizacyjna
- 1 Dywizja Kawalerii
- 23 Dywizja Kawalerii
- 39 Dywizja Kawalerii[1].